# 사생관
사생관(死生観)은 죽음을 통한 삶의 견해이다. 종파에 따라서는 생사관(生死観)이라고도 한다.
구체적인 형태에는
1. 사람이 죽으면 어떻게 되나? 어디에 가나?
2. 사후나 사망자를 어떻게 파악하나?
3. 삶에의 사람들의 생각이나 이해의 방법
4. 사는 것은 무엇인가? 죽는 것은 무엇인가?

등이 있다.
종교나 문화, 또는 그 사람의 인생이 성공이었는지 실패였는지에 따라서 다르다. 사생관의 정의 자체도, 보는 사람의 시점에 의해서 다르다. 민족에 의해서 사생관은 당연 다른 것이 많아, 민족 사이의 확집에 사생관의 상위가 관련된다고 여겨지는 경우도 있다.

## 종교상의 사생관
바라문교에서의 사생관에는 「윤회」가 있어, 사람은 몇 번이나 전생해, 또 동물 등도 포함한 생물로 다시 태어난다고 여겨진다. 이러한 재생사상은 농경민족에 잘 볼 수 있는 것이며, 윤회의 개념도 아래는 선주민 드라비다인의 것이었다고 한다. 윤회의 사상은 고대 인도에 있고, 많은 사상가, 또 우파니샤드에 의해서 업(행위)의 사상과 묶여 고도로 이론화 되고, 힌두교나 불교에도 계승되어 동남아시아 세계나 동아시아 세계에서의 사생관에도 큰 영향을 내려 왔다. 덧붙여 인도 기원의 종교에 대해서는, 육체는 단지 영혼이 수용한 것에 지나지 않는다고 보이는 곳으로부터 사람의 사체는 화장 되지만, 유태교, 크리스트교, 이슬람교, 유교 등에서 기본적으로 매장 되어 화장은 금기로 여겨진다.
중국에서는 전통적으로, 사후도 생전과 같은 생활이 계속되는 것이라는 생각이 있다. 유교가 사후의 세계에 대해 언급하는 것에 비교적 담백했었기 때문에, 주로 도교의 제사로부터 고려하면, 그곳에서는 「명기」라고 칭해지는 현실로 사용되는 도구의 일련의 미니어처나 종이로 만든 화폐 등이 부장 된다. 또, 진의 시황제의 능묘에 부설 된 「병마용」에는 진시황의 사후도 황제를 호위하기 위한 실물 크기의 도제의 병사가 부장 되어 거기서도 사후는 삶의 연장상에 있다는 발상이 보인다.
한반도에서의 왕릉의 발굴 성과에서는, 사후는 삶의 연장상에 있다는 중국적 발상은 오히려 거의 볼 수 없다.
고대 이집트의 사람들에게는, 죽음은 오히려 새로운 인생에의 시작이었다. 세트에 살해당해 이시스에 의해서 소생한 농경신 오시리스의 부활을 덧쓰는 것에 의해서, 파라오도 또한 부활할 수 있다고 믿어졌다. 「오시리스화」는 처음은 파라오만이 할 수 있는 것으로 되어 있었지만, 시대가 내리면 서민까지 퍼졌다. 사후의 세계는 두아트로 불려 이 세상과 같은 생활을 보낼 수 있는 그 세계에서의 육체를 얻기 위해서는 사체를 미라화하는 것이 필요라고 생각되었다. 사망자가 명계를 통과하기 위해서는 무수한 시련을 받지 않으면 안되며, 그것을 무사하게 통과할 수 있는 주문을 전하기 위해서 피라미드 텍스트나 「사자의 서」 등이 쓰여졌다.
유태교나 크리스트교, 이슬람교에서는 사람은 죽어도 영원히 무덤 속에 자는 것이 아니라, 마지막 날에는 귀환시켜져 심판을 받아 영원의 생명이 주어지는 사람과 지옥에 타락하는 사람으로 나눈다는 「부활」의 사상이 있다. 그 때문에, 상술한 것처럼 사체를 굽는 것은 금기이며, 오히려 파문이나 사형 이상의 중죄로 간주해진다. 이단이나 마녀에의 극형이 화형이었던 근거이다.
일본에서는, 죽으면 어디에 가는가에 대해서, 「일본서기」에 저승, 고사기에는 요미라는 표기로 나타내지는 지하의 세계가 있어, 이자나기와 이자나미에 관련된 이야기가 잘 알려져 있다. 이것은 그리스 신화의 오르페우스에 유사한 것이 일찍 지적되고 있다. 사후의 세계는 옛 일본에서는 황천로(황천의 길)라고 말해져 왔지만, 불교가 보급하고 나서는 사후의 세계의 이미지는 교의의 극락과 습합해, 크리스트교의 교의가 일반적으로 보급하면 천국과도 혼동 되게 되었다. 불교 교의에 대해서는 인과응보설에 의거하고, 생전 좋은 행동을 한 것이 가게 되는 사후의 세계(극락·천국)와 나쁜 행동을 한 것이 가는 세계(지옥)은 별도인 것이 명확하게 나누어졌다.
또, 사후의 세계가 어디에 있는가에 대해서, 일본의 민속학에서는 산중타계설, 산상타계설, 해상타계설 등의 설명을 한다.
덧붙여 죽음의 직전까지 가서 되살아난 사람의 체험담도 많이 나와 있고, 그러한 것을 종합 해 임사체험이라 하지만, 진짜 「죽음」은 본인에게는 절대 체험할 수 없는 것이다. 그 의미로 임사체험은 「죽어갔던」 체험이라는 것이 적절하고, 사후의 세계를 설명하는 근거로는 부족하다.

## 철학의 사생관
현대에는 철학도 사생관을 담당하고 있다. 고전 철학의 형이상학적 세계관에서는 사생관은 종교상의 입장과 남아 변하지 않는 것이었다. 예를 들면고대 그리스의 철학자 플라톤은 소크라테스에 선한 사람, 특히 금욕사유한 철학자의 영혼은 「행복자의 섬」에 들어와, 방탕하게 산 권력자 등은 나락(타르타로스)에, 그리스 신화의 미노스들 3명의 재판자가 사망자의 영혼을 선별한다는 이야기를 말하게 한다. 그 후도 초월적 존재의 신앙, 사후의 세계라는 종교적 요소는 중세의 스콜라 철학 등을 다녀도 뿌리 깊게 남아 있었다.
19세기에 들어가면 니체가 나타나 「신은 죽었다」의 말로 대표되는 유럽의 전통적인 종교적 가치관의 붕괴로부터 일어난 허무주의를 언명 해 종래의 가치관을 크게 흔들게 된다. 니체는 「힘」의 허무주의로 그것을 극복한 「초인」이라는 이상을 내걸었다. 이 입장은 하이데거, 사르트르를 시작으로 한 많은 사상가에게 영향을 주어 생명력과 같은 것을 긍정하는 실존주의에 결실 했다. 다만 실존주의는 객관적 진실을 증명하는 종류의 것이 아니고, 개개인의 문제를 직시 하는 성격의 사상·태도이기 때문에 전체를 지지하는 논리가 될 수 있지 않고, 지금도 부조리한 개개인의 존재(삶)를 직시 해 허무주의에 의한 우울증에 빠지지 않고 「신없는 시대」를 어떻게 사는지는 여전히 큰 과제이다. 특히 일본에서는 일종의 허무주의적 미의식 「무상관」이 중세의 무렵부터 뿌리 깊게 있어, 자살자를 다수 내는 현상이 있다.

## 군사적 관점에서 본 사생관
전장이라는 항상 죽음의 위험성이 있는 특이한 환경에서 행동하게 되는 군인에게서, 사생관의 유무는 그 사고·행동·리더십에 영향을 준다. 구미에서는 크리스트교나 기사도를 중심으로 한 일정한 사생관이 구성되어 있기 때문에 비교적 사람들의 사이에 공유되는 경향에 있었지만, 일본에서는 사회적으로 공유되는 사생관의 형성은 어렵다고 지적되는 일이 있다. 단지 제2차 세계대전까지는 무사도, 국가신도, 불교(특히 선종)에 의해서 구성되어 있었다.
덧붙여 9·11 테러에서의 테러가 "Kamikaze Attack"으로서 보도된 것처럼, 구미에서는 자폭이나 자살행위, 자기희생으로서의 자사를 일본인 특유의 사생관으로 파악하는 견해가 강하다.

## 일본에서의 사생관

### 고대·타계관
일본에서의 사생관을 최초로 기술한 것으로서는 「고사기」·「일본서기」 등의 신화가 들 수 있다. 「일본서기」에는 저승, 「고사기」에는 근지견주국이라는 표기로 나타내지는 갈대밭 중국과의 경계에 있는 황천지히라비탈이라는 황천(사후의 세계)에 비집고 들어가는 이차원의 단층이 있는 것이 가상되어 이자나기가 죽은 아내 이자나미의 탈환을 시도하지만 금기를 범해 끝내, 목적을 완수하지 못하고 황천 히라비탈에 장벽을 세워 변해 버린 이자나미로부터 도망가는 이야기가 있다. 이 장벽의 바위 셈비키석은 생존자가 있는 이 세상과 사망자의 세상에 경계를 당기는 결별의 의지의 현상이다.

### 정령신앙과 영혼관
팔백만의 신으로 대표되듯이 옛부터 있는 신도는 애니미즘의 색을 띠고 있고, 무기물인 바위 등에도 제한 표지줄을 해 모시고 있는 것은 그 일단이다. 영력 신앙이라는 것도 말에 힘이 머문다고 하는 생각이지만 체내에서 나오는 숨에 영혼을 보는 발상으로 숨 즉 바람이다. 「생령」의 관념은 그 표현으로 옛날에는 어느 시점에서 죽었다고 말할 수 있는지 명확하지 않은 시대가 있었다. 빈의 풍습은 그 일례로 영혼이 완전하게 유리 하지 않는 한은 부활의 희망이 있다고 봐 혼진을 실시한다. 이것은 아마노이와토를 연 아마노우즈메노미코토의 신화에 유래한다고 여겨진다(「고고슈이」). 여기에서는, 아마테라스오오미카미가 숨는 일은 상징적인 죽음이며 동굴(문)을 연 일은 일출 즉 부활=환생이라는 시사가 이끌린다. 옛날에는 역병 등은 나쁜 바람에 의해서 일어난다고 생각할 수 있던 것 같아서 「풍사」가 원래는 넓게 역병을 가리켜 사령의 소위라고 생각되고 있었다고 야나기다는 「풍위고」로 지적했다,

### 평안의 변천
불교도 전래 이래 일본인의 사생관에 가장 영향을 준 하나였다. 아스카·나라 시대를 통해서까지는 견당사 등 중국·조선과 왕래가 있어 문화를 그대로 수용하는 바람이 강했지만, 헤이안 시대에 스가와라노 미치자네의 진언으로 견당사가 폐지되면, 고쿠후 문화를 시작해 문화의 독자색이 강해져 간다. 불교도 독특한 발전을 이루어 석가의 사후 2000년 지나면 상법을 거쳐 말법의 세상이 온다는 말법사상이 퍼져, 에이쇼 7년(1052년)이 말법도래의 시작으로서 유력시 되었다(「후소약기」에이쇼 7년 정월 26일에 「금년 말법으로 들어간다」라고 기록되고 있다).

### 무가를 중심으로 한 사생관
위에서 설명한 바와 같이 헤이안 시대는 사생관이 변천 하는데 있어서 중요한 전환기를 맞이했던 시대였지만, 하나 더 중요한 변화도 일어나고 있었다. 무사의 대두이다. 무사는 직업상, 죽음과 옆에 있으며 또 불교의 살생계에 접하기 위해인가 일반적으로 내세는 별로 말해지지 않았다.

### 중세·은자의 사생관
중세는 또 「와비」 「사비」라는 일본 독자적인 미학상의 개념을 낳았던 시대이기도 했다. 여기에서는, 당시는 소수파였지만 후세에 영향력이 컸던 은자문학에서의 사생관을 취급한다.
은자는 속세와의 교제를 피해 은둔 하는 사람들로, 사이교, 가모노쵸메이, 요시다 겐코(근세지만 마츠오 바쇼도)가 대표적인 은자가 쓴 문학자로 여겨진다. 은자의 환경은 어려운 곳이 있어, 최저한의 초가집에서의 한적이 그 자리였지만 거기에 편안해지지 않고 여행을 떠나는 사람도 많았다. 동기는 강한 무상관이며 정신 생활을 지지하는 것은 미와 신앙이었다고 한다.

### 읍인을 중심으로 한 사생관
에도시대는 무가가 열린 막부에서 만났지만, 산킨코타이 등에서 무사의 경제력이 약해져 상대적으로 읍인의 입장이 강해지면 그들을 중심으로 한 문화의 융성을 보게 된다. 이 시기로의 변천은 「속세」라는 용례의 변화에 상징적으로 나타나고 있다. 우키요에로 유명한 이 말은 아래 「우세」라고 써, 전술한 불교의 예토와 같이 부정적인 뉘앙스를 가지고 있었지만, 에도시대가 되면 「덧없으니까」 싫어한다는 것이 바뀌어 어차피 「덧없다면」 찰나의 사이는 즐겁게 보내려는 용법으로 바뀌어간다. 이른바 속세향락이지만 이 원천으로서는 「한음집」으로 불리는 연가가 시대야말로 거슬러 올라가는 것의 무사나 승려가 아닌 서민의 마음을 나타낸 점으로 가깝다고 생각할 수 있다.

## 같이 보기
- 시체
- 사망학
- 호스피스
- 죽음의 준비교육
- 생명윤리학
- 추석
- 장의
- 장제
- 불단
- 열반
- 살리는 시체
- 신풍
- 가미카제